# دشت پارسوا
دشت پارسوا، مجموعه‌رمانی شش جلدی از نویسندهٔ ایرانی مریم عزیزی در ژانر فانتزی، با رگه‌هایی از ادبیات وحشت و علمی‌تخیلی است. این مجموعه طی سال‌های ۱۳۸۵ تا ۱۳۹۱ به رشتهٔ تحریر درآمد و از سال ۱۳۹۵ تا ۱۳۹۸ از نشر افق به چاپ رسید.
جشن امضای دو جلد اول از این مجموعه ۲۸ تیر ۱۳۹۵ در محل کتابفروشی افق برگزار شد.

## معرفی
در این مجموعه، دنیای جادوگران قرن‌هاست که از دنیای آدمیزادها جدا نگاه داشته شده‌است، اما با ورود غیرقانونی یک آدمیزاد به جامعهٔ جادوگری دشت پارسوا این رویه دچار تغییر می‌شود. فضای داستان در این مجموعهٔ شش جلدی در دشت پریان ـ که بیشتر آنها از فنون مختلف جادوگری بهره‌مند هستند ـ می‌گذرد و ماندانا به مرور زمان با زندگی جدیدش کنار می‌آید و در می‌یابد نیروهای جادویی در وجود خویش دارد. با افراد زیادی آشنا می‌شود که این آشنایی‌ها چالش‌ها، حوادث و تجربیات جدید برای او به همراه دارد.

## افتخارات
مجموعهٔ دشت پارسوا در ششمین دورهٔ جایزهٔ مهر به عنوان اثر برتر تألیفی برگزیده شد. کتاب اول مجموعه، دشت پارسوا: حومهٔ سکوت در سال ۲۰۱۷ در کاتالوگ کلاغ سفید کتابخانهٔ مونیخ به عنوان یکی از دویست اثر برتر دنیا به ثبت رسید.

## طرح کلی
سرزمین دشت پارسوا در بخش فارسی‌زبان دنیای جادوگری قرار دارد و جامعه‌ای متشکل از سه نژاد جادویی رسمی آناد، ویدان و پری است. دنیا در این مجموعه دارای مرزبندی زمانی است و تحت قوانین حکومتی استبدادی و در سایه اداره می‌شود. در بین جادوگران اصول و قوانینی حکمفرما است که هیچ‌کس اجازهٔ تخطی از آنها را ندارد. این قوانین به نام قانون‌نامهٔ برتر شناخته می‌شود.
طبق قانون‌نامهٔ برتر، ورود نژاد آدمیزاد به لایهٔ زمانی جادوگران ممنوع است، اما با ورود ماندانا توسی، آدمیزادی نوزده ساله به دشت پارسوا این قانون شکسته می‌شود. چرایی و نحوهٔ ورود او و دلیل وضع قوانین محدودکننده و در نهایت دگرگونی بزرگ، طی ماجراهایی تا کتاب ششم به تدریج برای خواننده آشکار می‌شود.

## کتاب‌های مجموعه
| # | عنوان                              | تعداد صفحات | سال انتشار | شابک                     |
| - | ---------------------------------- | ----------- | ---------- | ------------------------ |
| ۱ | دشت پارسوا ۱ : حومهٔ سکوت           | ۴۷۲ صفحه    | ۱۳۹۵       | شابک : ۸-۰۴۷-۳۵۳-۶۰۰-۹۷۸ |
| ۲ | دشت پارسوا ۲ : پیشگویی سپیده‌دم     | ۴۲۴ صفحه    | ۱۳۹۵       | شابک : ۵-۰۴۸-۳۵۳-۶۰۰-۹۷۸ |
| ۳ | دشت پارسوا ۳ : نفرین دَفراش         | ۲۶۴ صفحه    | ۱۳۹۶       | شابک : ۲-۰۴۹-۳۵۳-۶۰۰-۹۷۸ |
| ۴ | دشت پارسوا ۴ : دو ریسمان جادویی    | ۲۹۶ صفحه    | ۱۳۹۷       | شابک : ۵-۴۰۲-۳۵۳-۶۰۰-۹۷۸ |
| ۵ | دشت پارسوا ۵ : اژدهای چهاربال      | ۳۲۷ صفحه    | ۱۳۹۸       | شابک : ۴-۴۵۴-۳۵۳-۶۰۰-۹۷۸ |
| ۶ | دشت پارسوا ۶ : درهٔ مردگان راه‌رونده | ۲۱۶ صفحه    | ۱۳۹۸       | شابک : ۲-۰۵۲-۳۵۳-۶۰۰-۹۷۸ |

## تمایز و تحلیل تطبیقی
بنا بر دیدگاه ژنت مبنی بر ارتباط آثار ادبی با متون قبل از خود از طریق بینامتنیت و بررسی میزان تاثیرپذیری آنها با استفاده از شیوه‌های سرمتنیت و بیش متنیت، عزیزی با استفاده از سرمتنیت، با متن قبل از خود ارتباط برقرار کرده است و انواع ادبی مختلفی را مثل فانتزی، سنّت شفاهی، اسطوره، افسانه، معما و عاشقانه، با استفاده از سرمتنیت به اثر خود راه داده و با استفاده از بیش‌متن مشخصات خاص خود را به آن بخشیده است. عزیزی با پیروی از شیوه‌ی داستان‌نویسی مدرن در فضا و پیرنگ داستان، تغییراتی به وجود آورده است که سبب نوآوری در داستان شده و این اثر را به اثری با ویژگی‌های مخصوص خود تبدیل کرده است.
او در این داستان با اشاره به دوجنبه‌ی متفاوت اسطورة آب، فانتزی خود را ملّی ساخته است. از یک سو به حیات‌بخشی و پاکی آب و چشمه‌ی زندگانی اشاره کرده است و از سوی دیگر یادآور اسطوره‌ی ایزدبانوی آب‌ها، آناهیتا است. در این داستان به اساطیر دیگری نیز مثل سیمرغ، دیو تاریکی، ایزد مهر، جهیکا، دیو مرگ، گنگ‌دژ، مشی و مشیانه، شهد زندگی و... نیز اشاره شده است.
نویسنده همچنین از تراژدی نیز به عنوان یک نوع ادبی در داستان خود بهره گرفته است تا مخاطب را تحت تأثیر قرار دهد. به طور کلی می‌توان گفت که عزیزی با استفاده از بیش‌متن فرهنگ ملی خود را وارد اثر کرده به آن جنبه‌ای بومی بخشیده و این اثر را متمایز از نمونة غربی خود ساخته است.

## شخصیت‌ها
این مجموعه پنج شخصیت اصلی و تعداد زیادی شخصیت فرعی دارد.

### شخصیت‌های اصلی
ماندانا توسی/ نژاد آدمیزاد/ نوزده ساله
شاهزاده کیانیک پارت‌نژاد/ نژاد ویدان/ بیست و یک ساله
آبتین فیروزی/ دورگهٔ آدمیزاد-پری/ بیست و یک ساله
نریمان سپهر/ نژاد آناد/ بیست و یک ساله
بنفشه زرین‌چهر/ نژاد پری/ بیست و یک ساله

### شخصیت‌های فرعی
ساحر اعظم شارگن/ قدرتمندترین جادوگر جهان و مؤسس کشور جهانی جهان‌جادو
رازیان درمانگر/ دورگهٔ پری-آناد/ درمانگر و محلول‌ساز
شاه کیفرود پارت‌نژاد/ نژاد ویدان/ فرمانروای قلعهٔ زرین
شاه آلواتس روپاس/ نژاد آناد/ فرمانروای قلعهٔ سرخ
ملکه شوب-اد/ نژاد پری/ فرمانروای قلعهٔ سیمین
بانو زفایان/ نژاد پری/ پیشگوی سپیده‌دم
شاهدخت ویس پارت‌نژاد/ نژاد ویدان/ خواهر شاه کیفرود پارت‌نژاد/ استاد تاریخ مدرسه سپیدسحر تاجیکستان
نیازان فرختین/ نژاد ویدان/ بیست و یک ساله
هامین وانیتن/ نژاد ویدان/ بیست و یک ساله/ دوست و همکلاسی سابق شاهزاده کیانیک پارت‌نژاد
شاهدخت جاریا روپاس/ نژاد آناد/ بیست و یک ساله/ فرزند شاه آلواتس روپاس
فرانک سپهر/ نژاد آناد/ نوزده ساله/ خواهر نریمان سپهر
افسر قباد جهان‌آرا/ نژاد آناد
شاهزاده تاراز پارتنژاد/ نژاد ویدان/ پسر ارشد شاه کیفرود پارت‌نژاد
شاهزاده هومان پارت‌نژاد/ نژاد میدان/ پسر دوم شاه کیفرود پارت‌نژاد
استاد چنتی تورانی/ نژاد پری/ استاد مدرسهٔ جاودانمهر
بانو گورگونا/ نژاد آناد/ استاد دانشگاه هرات
هورن داتیاب/ نژاد اوژتار/ شاگرد ماندانا توسی
الاس دامیان/ نژاد اوژتار/ از بزرگان اوژتارشهر
بید خرد/ درخت سخنگو
اشیکند/ عروسک جاندار و سخنگو
آوا پارسوَرت/ نژاد پری/ دوست صمیمی هورن داتیاب، شاگرد ماندانا توسی
برادران بهرنگ؛ سیاوش و ستار/ نژاد ویدان/ دوستان صمیمی هورن داتیاب، شاگرد ماندانا توسی و آوا پارسوَرت
و…

## سبک، ساختار، درونمایه
مجموعهٔ دشت پارسوا در زیرشاخهٔ فانتزی والا قرار می‌گیرد، اما به صورت خاص رگه‌هایی از ادبیات وحشت و علمی‌تخیلی هم در آن وجود دارد. وجه علمی‌تخیلی داستان را در استفاده از فناوری‌های کامپیوتری، ریزتراشه‌ها و بلورها در ساخت ابزارهایی مثل دستگاه رویاساز، ساعت و گردنبند حافظه‌دار پنجنگین، گوشواره‌های ترجمهٔ فکر، دروازه‌های انتقال سریع، نواهنگ‌های هلوگرام‌دار، همچنین بحث لایه‌های موازی زمانی و غیره می‌توان جستجو کرد. از درون‌مایه‌های مجموعه می‌توان به اهمیت پذیرش تفاوت‌ها، توجه به دیگرخواهی، تأکید بر دید انتقادی، تکریم دوستی و اهمیت عشق به طبیعت اشاره کرد. با بررسی ویژگی‌های جادوگر در مجموعهٔ شش جلدی دشت پارسوا، تنوع مولفه‌های مرتبط با این عنصر فانتاستیک را می‌توان مشاهده کرد. جادوگران بسیار خلاقانه و با ریزبینی خاصی به تصویر کشیده شده‌اند که این موضوع می‌تواند به عنوان نمونه‌ای برای نویسندگان فانتزی کودک و نوجوان باشد.
زاویهٔ دید و روایت مجموعه، دانای کل و سوم شخص محدود است و از کتاب اول تا رسیدن به کتاب ششم فضاسازی تاریک‌تر می‌شود. غیر از کتاب چهارم و کتاب آخر، باقی کتاب‌ها در نقاط حساس داستان به اتمام می‌رسند. جدا از ابداع موجوداتی تخیلی مانند خفاش‌آدم‌ها، سرابتن‌ها، کلاغ‌های مجازی، سنوای‌ها، از افسانه‌ها و اساطیر به کار رفته در مجموعه می‌توان به استفاده از افسانهٔ آرش کماندار، اژدها، مارگیسو، سیمرغ، اسب بالدار، محلول‌های سحرآمیز و شفابخش، شمشیر جادویی، قالیچهٔ پرنده و درخت و عروسک سخنگو اشاره کرد. در نگارش این مجموعه از مراسم نوروز و شب یلدا و ابزارهای موسیقی ایرانی و رسوم تمدن‌های کهن مصر و چین نیز بهره گرفته شده‌است. وجود پیشگویی از ارکان اصلی این مجموعه است.
تقابل مرگ و زندگی به عنوان دو سویه از نگرش به هستی و تمایل طرح داستان به برقرار ماندن جریان حیات از درون‌مایه‌های اصلی مجموعة دشت پارسوا است. ژانر فانتزی از این جهت که سبکی مبتنی بر کشمکش و ماجراجویی است در این زمینه در خدمت داستان عمل می‌کند. بدین شکل که شخصیت‌ها به طور مداوم با موقعیت‌های خطیر دست و پنجه نرم می‌کنند و هر بار پیروزی با زنده ماندن و خط زدن مرگ رقم می‌خورد.
این درونمایه در جلد اول و احیای ماندانا توسط رازیان شروع می‌شود، در جلد دوم با تلاش ماندانا برای بازگرداندن یکی از دوستانش از آستانه‌ی مرگ و امیدوار کردنش به زندگی برای چندمین بار خودش را نشان می‌دهد و در جلد سوم و تلاش ماندانا برای احیای او پس از مرگ تداوم می‌یابد، در جلد پنجم با جستجوی شخصی ماندانا برای شناختن راه‌های جاودانگی و ابطال آن به اوج می‌رسد و در جلد آخر با مطرح کردن ایدۀ مرگ خودخواسته در جهت شکست نهایی شر پایان می‌یابد.

## دشت پارسوا ۱: حومۀ سکوت
حومۀ سکوت، جلد اول از شش‌گانۀ دشت پارسوا، از آشنایی مختصر با زندگی عادی ماندانا توسی در لایۀ زمانی انسان‌های بدون جادو و بعد انتقالش از طریق احیا توسط زنی جادوگر به نام رازیان به دشت پارسوا و لایۀ زمانی جادوگران که نژادهای انسان‌نمایی برخوردار از نیروی جادویی هستند آغاز می‌شود و با آشنایی با فضا و دنیاسازی و شخصیت‌های این لایه‌ی زمانی ادامه پیدا می‌کند.
ورود نژاد آدمیزاد به لایه‌ی دوم زمان، خلاف قانون و انجامش مشمول مجازات‌های ویژه است و همین مسئله در نهایت به حکمی از سوی مقامات بالا برای الزام شرکت ماندانا و دوست نیمه جادوگرش آبتین فیروزی در رقابت دشواری با نام افسونگر برتر منجر می‌شود.
از همان فصل‌های اولیه تقابلی پایدار میان شخصیت اصلی، ماندانا توسی و جوانی مرموز به نام کیانیک پارت‌نژاد شکل می‌گیرد که از قضا فرزند شاه کیفرود از بانفوذترین مقامات دشت پارسوا است. این تقابل در جریان رقابت افسونگر برتر به اوج می‌رسد و جلد اول در حالی به پایان می‌رسد که خیانت شاهزاده پارت‌نژاد برای همگان مسجل می‌شود.

## دشت پارسوا ۲: پیشگویی سپیده‌دم
پیشگویی سپیده‌دم با پیچش داستانی آغاز می‌شود. رقابت افسونگر برتر همچنان برقرار است و هر پنج شرکت‌کننده با موفقیت و همکاری گروهی موفق به خروج از جنگل می‌شوند، اما خیلی زود برنامۀ ساحر اعظم برای شروع تغییرات اساسی در جامعۀ جهانی جادوگری به جریان می‌افتد. مسئله‌ای که ضمن حکمفرمایی وحشت در دشت، موجب تقویت دوستی و همدلی میان شخصیت‌های اصلی مجموعه می‌شود.
بزرگترین مشکل ماندانا اکنون تلاش برای کنار آمدن با واقعیت ناپدید شدن احیاگرش، رازیان است. مسئله‌ای که تا پایان مجموعه به عنوان چالشی جدی برای او به عنوان زنی بیگانه و از نژاد آدمیزاد در سرزمینی با سابقه‌ی نفرت عمیق نسبت به این نژاد پابرجا می‌ماند. 
شاهزاده کیانیک پارتنژاد در ابن جلد در نقش فردی کلیدی برای حفظ جان ماندانا در کنار آبتین، نریمان و بنفشه ظاهر می‌شود و قابل‌اعتماد بودن او را با وجود شکننده بودن چنین پنداری تا حد زیادی در ذهن مخاطب جا می‌اندازد.
جلد دوم مجموعه در حالی به پایان می‌رسد که چهارگانه در رویارویی با ساحر اعظم در ساحل دریاچه‌ی چشم شیطان، با همکاری گروهی و جادوی آب تمام‌‌کنندۀ ماندانا توسی موفق می‌شود ساحر اعظم و لشگریانش را شکست دهد.

## دشت پارسوا ۳: نفرین دفراش
جلد سوم مجموعۀ دشت پارسوا به اتفاقات دشت پس از شکست ساحر اعظم و دگرگونی شخصیتی قهرمانان مجموعه می‌پردازد. شاهزاده کیانیک پارت‌نژاد از سفری پنج ساله برمی‌گردد. ماندانا توسی درگیر تبعات فقدان رازیان است و در رویاواره‌هایی حقیقی عذاب شکنجه شدن رازیان را همزمان تجربه می‌کند، آبتین فیروزی با همسر و فرزندش ساکن عمارت اجدادیش است، نریمان سپهر در کارگاه شخصیش مشغول است و بنفشه زرینچهر تحصیلاتش را در دانشگاه به پایان رسانده.
همچنان که درگیری عاطفی نریمان با بنفشه پایدار است، شاهزاده پارت‌نژاد به تدریج نشانه‌هایی از تزلزل شخصیت و تمایل به شر را نشان می‌دهد، مسئله‌ای که سوء‌ظن ریاست دستگاه قضای دشت، نیازان فرختین را نسبت به او تقویت می‌کند. دیگر شخصیت‌ها هم متوجه چنین مسئله‌ای می‌شوند و این میان تنها ماندانا است که در عین نگه داشتن جانب احتیاط همچنان باورش به او را محکم نگاه می‌دارد.
در این جلد شخصیت کلیدی تازه‌ای وارد داستان می‌شود. هامین وانتیتن، هم‌دانشکده‌ای سابق شاهزاده پارتنژاد که اکنون سمت پزشک مخصوص شاه روپاس در قلعۀ سرخ را داراست. این جلد در نهایت با مرگ یکی از شخصیت‌های اصلی به پایان می‌رسد.

## دشت پارسوا ۴: دو ریسمان جادویی
کتاب چهارم، همانند کتاب دوم با پیچش‌های داستانی همراه است. ماندانا توسی در مقابل همگان جادوی باستانی زیونیتن را روی شاهزاده پارتنژاد اجرا می‌کند. جادویی بر پایۀ نوعی احیا که برای احیاشونده و احیاگر تاثیراتی مشترک به جا می‌گذارد. تاثیراتی که مقدمه‌ای می‌شود برای اتفاقات جلد ششم و رقم خوردن سرنوشت سه شخصیت کلیدی ماندانا، کیانیک پارتنژاد و ساحر اعظم، شارگن.
اجرای این جادو همچنین سر آغاز جرقه خوردن رابطۀ دو طرفۀ دشمنی و یک‌طرفۀ عاطفی میان هامین وانیتن و ماندانا توسی می‌شود. در ادامه چهار قهرمان دشت، ماندانا توسی، کیانیک پارت‌نژاد، نریمان سپهر و بنفشه زرینچهر از سوی پادشاه مصر به رقابت جادوگران تمدن‌های کهن و مقابله با حریفانی از پرو، چین، انگلستان و اتیوپی دعوت می‌شوند. حین رقابت‌ها در عین شکل گرفتن دوستی‌های تازه، توانایی‌های جادویی جدیدی در ماندانا شکوفا می‌شود.

## دشت پارسوا ۵: اژدهای چهار بال
در کتاب پنجم مجموعۀ دشت پارسوا شک ماندانا توسی در مورد به جان به در بردن ساحر اعظم از دریاچۀ چشم شیطان تقویت می‌شود و همین مسئله او را وادار می‌کند که به تحقیق در مورد ریشه‌های جاودانگی و راه‌های ابطال آن بپردازد. اما چالش اصلی او اتفاقات رقابت جادوگران تمدن‌های کهن و سنگینی مراحل آن است که در هم ریختن قدرت‌های جادوییش را نتیجه داده است.
برای حل این مسئله، او به پیشنهاد زفایان پیشگو، به سراغ محلول رویاساز می‌رود و به کمک آن و همراهی نریمان سپهر در دنیایی ساخته از جنس رویا برای بازسازی و نظم دادن توانایی‌هایش تلاش می‌کند.
این جلد در حالی به پایان می‌رسد که ماندانا در عین عشقی که به کیانیک دارد، برای حفظ جان او تن به عشقی مصلحتی می‌دهد، اما این عشق مصلحتی در آخرین فصل کتاب به همراه بنفشه زرینچهر به قتل می‌رسد. اتفاقی که پیکان شک را به شکل مستقیم سمت شاهزاده کیانیک پارت‌نژاد بر می‌گرداند و به همه و مخصوصا ماندانا توسی می‌قبولاند که نیات او و تمایلش به شر هرگز تغییر نکرده بوده است.

## دشت پارسوا ۶: درۀ مردگان راه‌رونده
در جلد آخر این مجموعه، سه بخش اصلی وجود دارد:
یک : روزهای تاریک دشت در سایۀ قدرت گرفتن تدریجی باور به وجود ساحر اعظم و روزگار غرق در ناامیدی برای ماندانا توسی و نریمان سپهر، در حالیکه شاهزاده پارت‌نژاد قاتل و خیانتکار و فراری به شمار می‌آید.
دو : تلاش ماندانا برای کشف حقایق مربوط به گذشته و روی آوردنش به محلول بازسازی خاطرات رازیان و شاه کیفرود پارت‌نژاد.
سه : افشای حقایق، قیام ملی برای برانداختن ساختار شر و شکست‌های پیاپی، بازگشت رازیان و تلاش نهایی چهارگانه برای از بین بردن شر.
پیروزی نور بر تاریکی و ترجیح زندگی کوتاهتراما پربارتر بر جاودانگی به خاطر غلبه بر شری که قیام همگانی هم قادر به بر انداختنش نیست، دو نقطۀ عطف اصلی در این جلد از مجموعه است.

## دنیاسازی
در مجموعهٔ دشت پارسوا نژادهای انسان‌نما به چهارگروه اصلی آدمیزادها، آنادها، ویدان‌ها و پری‌ها تقسیم می‌شوند. با وجود همزیستی هر چهار نژاد در گذشته، به تدریج با مرزبندی زمان، لایهٔ زمانی آدمیزادها از لایهٔ زمانی سه نژاد دیگر جدا و جادو از تاریخ آدمیزادها پاک می‌شود. در گذر زمان، نژاد جادویی آدمیزاد قدرت‌های جادوییش را فراموش می‌کند.
در لایهٔ زمانی جادوگران، جدا از سه نژاد جادویی رسمی آناد، ویدان و پری، نژادهای فرعی اوژتار، ونیساک و فلین هم ساکن هستند. نژاد ویدان از جادوی آتش برخوردار است، آنادها توانایی نادیدنی شدن دارند و پری‌ها قادر به پرواز هستند. در این لایه، قوانین سختی برای ممنوعیت ازدواج بین‌نژادی وجود دارد و بر خالص نگاه داشتن نژاد تأکید می‌شود و فرزندان دورگه حکم لکهٔ ننگ و طردشدگان جامعه را دارند.
در لایهٔ زمانی جادوگران، هر سرزمین حکومتی محلی دارد. اما تصمیم‌گیری‌های اصلی با شورایی مخفی است که زیر نظر ساحر اعظم شارگن فعالیت می‌کند.. دشت پارسوا در نیمهٔ شرقی ایران واقع است. در این سرزمین، سه نژاد جادویی آناد، ویدان و پری در قلعه‌های سرخ، زرین و سیمین جدا از هم سکونت دارند. در قسمت شمالی دشت، جنگل موسوم به جنگل افسون‌شده قراردارد. دو نژاد جادویی فرعی اوژتار و ونیساک در این جنگل ساکن هستند. اوژتارها طبق افسانه‌ها به نفرین زشت‌رویی دچارند و شهر محل سکونتشان، اوژتارشهر، به خاطر گم شدن سنگ تنظیم توازن دچار نشست شده و دره‌ای عمیق در شمال جنگل ایجاد کرده‌است. ونیساک‌ها در دل جنگل و حاشیهٔ چشمهٔ زندگی در قلعهٔ فره‌پاک ساکن هستند. ونیساک‌ها نژادی تک‌جنسیتی از جنس آب هستند و بر تمام رازها آگاهی دارند. آنها با تماشای موج‌های چشمه‌های فره‌پاک قادر به پیشگویی آینده هستند.

## ساختار جادو
جادو در این مجموعه ماهیتی ذاتی دارد و اکتسابی نیست. چندین جادوی اصلی و اختصاصی در این مجموعه وجود دارد:
یک/ ایجاد آتش و مقاومت در برابر آتش (ویدان‌ها)
دو/ قدرت نادیدنی شدن (آنادها)
سه/ جادوی پرواز، پیشگویی و خبر از آینده، درمان و التیام زخم‌ها و رویاندن گیاهان (پری‌ها)
جادوی ونیساک‌ها آگاهی از زمان و سرنوشت است و از میان نژادهای جادویی، دو نژاد جادویی آناد و ویدان توانایی ایجاد دگردیس دارند؛ یعنی قادرند به جانوری افسانه‌ای و عموماً دارای قابلیت پرواز تبدیل شوند. جادوی فرمان راندن بر آب، توانایی تغییر ظاهر، ذهن‌بینی، ذهن‌خوانی، جابجایی اشیا، تشخیص هویت از طریق رایحهٔ افراد، چند دگردیس‌سازی، آگاهی از زمان و سرنوشت و … از دیگر جادوهای موجود در مجموعه است.

## ابزارهای جادویی
در دشت پارسوا قدرت شگفتی‌آفرینی تنها در دست موجودات جاندار نیست، بلکه با تعبیه کردن جادو در اشیاء از آنها نیز پدیده‌هایی فراواقعی ساخته‌است.

### ویگرات
ویگرات شمشیر قهرمان مجموعه دشت پارسوا است. آن را رازیان پری قبل از ورود ماندانا به جنگل افسون شده به او بخشیده‌است تا در مواقع خطر حافظ جان او باشد. ویگرات در زبان پهلوی معنای بیدار را دارد. بیدار صفتی است منسوب به جاندار. وقتی که دربارهٔ جسم بیجان به کار برده می‌شود، بدون تردید از آن تصویری خیالی می‌سازد.

### زیورآلات جادویی
قائل شدن صدا برای فکر و شنیدن آن به کمک زیورآلاتی جادویی همچون گوشواره، از ابتکارات ذهن خلاق نویسندهٔ دشت پارسواست. گردن آویز و ساعت‌هایی آراسته به نگین‌هایی رنگارنگ از جمله زیورآلات دیگری هستند که در مجموعهٔ دشت پارسوا هدف از استفاده از آنها تنها آراستن ظاهر نیست، بلکه هدفی فراتر دارند و آن برقراری ارتباط ذهنی است. نویسنده با قراردادن نگینی از جنس سنگی خیالی به نام «خون اژدها» در ساعت و انگشترهای ویژه‌ای، برای ایجاد نیروی جادویی که موجب برقراری ارتباط ذهنی بین دو یا چند نفر می‌شود، زیورآلاتی خیالی و غیرواقعی ساخته‌است. کنترل ذهن و بستن یا بازگذاشتن آن در زمان برقراری ارتباط ذهنی نکته دیگری است که در زمان استفاده از زیورآلات جادویی مایهٔ شگفتی مخاطب است. اینگونه که برقراری ارتباط ذهنی هرچند که به کمک زیورآلات جادویی صورت می‌گیرد، اما تا صاحب زیورآلات نخواهد امکان برقراری ارتباط ذهنی نیست. ارتباط ذهنی و کنترل ذهن موردی است که تاکنون در عالم واقعی کسی قادر به انجام آن نبوده و همین امر سبب استفاده از آن به عنوان عنصر فانتزی‌ساز شده‌است.

### دستگاه رویاساز
دستگاهی حاصل از تلفیق علم کامپیوتر و محلول رویاساز که با استفاده از آن فرد می‌تواند به رؤیای مورد نظر خودش وارد شود و مدت زمان آن را نیز مشخص کند.

### نواهنگ‌های هلوگرام‌دار
دستگاهی قابل برنامه‌ریزی برای پخش موسیقی به همراه هولوگرام دلخواه